# Edwin Linssen
Edwin Linssen (ur. 28 sierpnia 1980 w Neeritter) – holenderski piłkarz występujący na pozycji pomocnika w AEK Larnaka.
Wcześniej, w latach 1998–2008 grał w VVV Venlo. W sezonie 2003/04 był wypożyczony do Helmondu Sport. Zaś latem 2008 roku przeszedł do Rody, skąd ponownie został wypożyczony, tym razem do Fortuny Sittard. W 2010 roku odszedł do AEK Larnaka.